# Helle Tibian
Helle Tibian (ur. 22 sierpnia 1973 w Kopenhadze) – duńska wioślarka.

## Osiągnięcia
- Mistrzostwa Świata – Poznań 2009 – dwójka podwójna wagi lekkiej – 10. miejsce[1].